# گودوچلیه
گودوچلیه (به لاتین: Godočelje) یک منطقهٔ مسکونی در مونته‌نگرو است که در شهرداری پتنیکا واقع شده‌است. گودوچلیه ۲۲۵ نفر جمعیت دارد.